# Arístides Fabián Rojas
Arístides Fabián Rojas Aranda (Limpio, Paraguay; 12 de agosto de 1968) es un exfutbolista y actual director técnico paraguayo. Jugaba como delantero y su primer equipo fue Atlético Colegiales. Su último club antes de retirarse fue General Díaz.
Fue campeón del Torneo Apertura 1996 con Guaraní y además se consagró como el goleador del campeonato con 22 conquistas.
Inició su carrera como entrenador en las inferiores de Rubio Ñu, luego dirigió a 3 Corrales (equipo con el que logró ascender a la División Intermedia en 2017) y Athletic FBC.

## Clubes

### Como jugador
| Club                   | País      | Año       |
| ---------------------- | --------- | --------- |
| Atlético Colegiales    | Paraguay  | 1988-1989 |
| Lens                   | Francia   | 1990-1991 |
| Dunkerque              | Francia   | 1991-1992 |
| Châteauroux            | Francia   | 1992-1993 |
| FC Denderleeuw         | Bélgica   | 1993-1994 |
| Atlético Colegiales    | Paraguay  | 1994      |
| Sportivo Luqueño       | Paraguay  | 1995      |
| Guaraní                | Paraguay  | 1995-1996 |
| Las Palmas             | España    | 1997      |
| Independiente          | Argentina | 1997      |
| Unión de Santa Fe      | Argentina | 1998      |
| Alianza Lima           | Perú      | 1999-2000 |
| Sol de América         | Paraguay  | 2001-2003 |
| Guabirá                | Bolivia   | 2003-2004 |
| Guaraní Antonio Franco | Argentina | 2004      |
| General Caballero      | Paraguay  | 2005-2006 |
| Sportivo Trinidense    | Paraguay  | 2006      |
| Rubio Ñu               | Paraguay  | 2007      |
| General Díaz           | Paraguay  | 2008      |

### Como entrenador
| Club                  | País     | Año       |
| --------------------- | -------- | --------- |
| Rubio Ñu (inferiores) | Paraguay | 2009-2012 |
| 3 Corrales            | Paraguay | 2016-2017 |
| Athletic FBC          | Paraguay | 2018      |
| 3 Corrales            | Paraguay | 2018-2019 |

## Selección nacional
Con la Selección de Paraguay disputó 28 partidos internacionales y anotó solo 3 goles. Incluso participó en una Copa Mundial, que fue en la edición de Francia 1998, donde su selección quedó eliminado en los octavos de final tras perder ante la Francia de Zinedine Zidane en Lens, con el gol de oro marcado por el defensa Laurent Blanc. También participó con su selección en una Copa América y fue en la edición de Bolivia 1997, donde su selección quedó eliminado en los cuartos de final, tras perder ante su similar de Brasil, equipo que terminó siendo el campeón.

### Participaciones en Copas del Mundo
| Mundial              | Sede    | Resultado        |
| -------------------- | ------- | ---------------- |
| Copa Mundial de 1998 | Francia | Octavos de final |

### Participaciones en Copas América
| Copa América      | Sede    | Resultado        |
| ----------------- | ------- | ---------------- |
| Copa América 1997 | Bolivia | Cuartos de final |

## Palmarés

### Como jugador

#### Campeonatos nacionales
| Título          | Club    | País     | Año  |
| --------------- | ------- | -------- | ---- |
| Torneo Apertura | Guaraní | Paraguay | 1996 |

#### Distinciones individuales
| Distinción                                             | Año  |
| ------------------------------------------------------ | ---- |
| Goleador de la Primera División de Paraguay (22 goles) | 1996 |

### Como entrenador

#### Logros deportivos
| Título                  | Club       | País     | Año  |
| ----------------------- | ---------- | -------- | ---- |
| Ascenso a la Intermedia | 3 Corrales | Paraguay | 2017 |